# Alhambra (Kolding)
 Denne artikel omhandler Alhambra i Kolding. Opslagsordet har også en anden betydning, se Alhambra (flertydig).
Alhambra var et forlystelsesetablissement i Kolding, der blev opført i 1882 op ad Stejlbjerganlægget. Det var stedet man mødtes til møder, dans, fest, sportsarrangementer eller bare søndagsudflugt med kaffe og kage.
Det blev også brugt til generalforsamlinger, politiske møder og koncerter og ikke mindst til at danse. Mange af byens unge par mødte hinanden på Alhambra, og mange senere familier blev grundlagt i de grønne områder omkring Alhambra. Alhambra erstattede det ældre Sommerlyst, der lå i Stejlbjerganlægget, og således blev den årlige sommerrevy flyttet til Alhambra.
Alhambra blev hurtigt i løbet af 1890'erne til Kolding største etablissementet, der var stærkt besøgt både sommer og vinter. Lokalerne kunne rumme 500 personer og der var gode scene- og garderobeforhold for skuespillerne. Alhambra var meget succesrig, men varede kun i en "kortere" periode. Herefter blev revyen flyttet til Kolding Teater.
Alhambra lå nærmere bestemt på hjørnet af Ottosgade og Kralundsgade, i dag Sct. Michaels Gade. Ottosgade blev ofte benævnt Alhambragade efter forlystelsesetablissementet Alhambra.
Bygningerne blev solgt på tvangsauktion i 1955 af Sct. Hedvig Stiftelsen og revet ned. På stedet blev Sct. Michaels Skoles idrætsanlæg anlagt.

## Værter
Muremester Johan Petersen og tømrermester Christensen, der opførte Alhambra og Frederik Jensen, der i starten drev foretagendet sammen med familien. I 1905 blev det solgt til Peter Rasmussen, der drev det til ca. 1913, hvor Ejner Hansen drev det videre. Ejner Hansen var bror til den berømte sangerinde Dagmar Heinemann ("O, Dagmar").